# Parti de la croissance
Le Parti de la croissance (en russe : Партия Роста, romanisé Partiya Rosta, PR) est un ancien parti politique russe fondé le 18 février 2009 et fusionné le 19 avril 2024 dans le parti politique Nouvelles personnes. Le parti est formé par la fusion de trois partis : l’Union des forces de droite, Pouvoir civil et le Parti démocratique de Russie.
L’homme d’affaires Mikhaïl Prokhorov est élu président du parti en mai 2011. Il s’investit alors en politique avec une plateforme politique libérale pour les élections législatives de 2011, promettant de finir à la deuxième place derrière Russie unie. Il envisage aussi de se présenter à l’élection présidentielle de 2012. Prokhorov est renversé par Andreï Dounaïev et d’autres membres du parti en septembre 2011.
Lors des élections de 2012 et 2013, le parti remporte deux sièges au parlement de la ville, à Elektrogorsk et Syzran.

## Résultats électoraux

### Élections présidentielles
| Année | Candidat    | 1er tour | 1er tour | 2d tour | 2d tour |
| Année | Candidat    | Voix     | %        | Voix    | %       |
| ----- | ----------- | -------- | -------- | ------- | ------- |
| 2018  | Boris Titov | 556 801  | 0,76     |         |         |

### Élections législatives
| Année | Voix    | %    | Rang | Sièges  |
| ----- | ------- | ---- | ---- | ------- |
| 2016  | 679 030 | 1,31 | 9e   | 0 / 450 |
| 2021  | 291 483 | 0,64 | 13e  | 1 / 450 |